# Абдихалык
Абдихалык (каз. Әбдіхалық, до 2007 г. — Красная Звезда) — село в Жетысайском районе Туркестанской области Казахстана. Входит в состав Жанааульского сельского округа. Код КАТО — 514453300.

## Население
В 1999 году население села составляло 1244 человека (619 мужчин и 625 женщин). По данным переписи 2009 года, в селе проживали 1672 человека (834 мужчины и 838 женщин).